# کربروسور
کربروسور (نام علمی: Kerberosaurus) نام یک سرده از تیره هادروسارید است.